# 1958 في الكويت
تحتوي هذه المقالة على أهم الأحداث التي شهدتها الكويت في 1958، إضافة إلى أهم الشخصيات الكويت التي وُلدت أو تُوفيت في هذه السنة.

## أحداث
- صدور أول عدد من مجلة العربي.[1]

## مواليد
- آدم مرجان
- أحمد الفرج
- أحمد جوهر
- إبراهيم القطان
- جاسم بهمن
- حسين القلاف
- خالد غلوم
- 5 نوفمبر – داود حسين – ممثل غير كويتي[2]، وكان يحمل الجنسية الكويتية بالفترة من 2001 حتى 2024 وذلك بعد إصدار مرسوم سحب الجنسية منه.[3]
- سارة أكبر
- 14 يناير  – سامي العريان – ناشط سياسي فلسطيني كان أستاذا لهندسة الكمبيوتر في جامعة جنوب فلوريدا. خلال إدارة كلينتون وإدارة بوش، تمت دعوته إلى البيت الأبيض. قام بحملة نشطة لحملة بوش الرئاسية في الانتخابات الرئاسية الأمريكية في عام 2000.
- سليمان قبازرد
- صادق الدبيس
- طالب الرفاعي
- عامر محمد
- عبد الرضا عباس
- عبد الله السلمان
- عبد الله راعي الفحماء
- عبد الناصر درويش
- علي العمير
- علي جمعة
- غانم الميع
- نزار محمد العدساني
- يوسف سويد